# Siri Rom
Siri Rom, född 17 mars 1918 i Kristiania (nuvarande Oslo), död 13 november 2002, var en norsk skådespelare.
Rom var dotter till konstnären Henrik Rom (1887–1919) och sångaren och pianisten Margit Aarberg (1888–1962). Hon var mellan 1942 och 1960 gift med skådespelaren Ingolf Rogde. Efter skilsmässan bodde paret återigen tillsammans från 1973. Tillsammans fick de dottern, skådespelaren Brita Rom som i sin tur är mor till musikern Mads Henrik Rogde.
Rom gjorde sin scendebut 1939 vid Det Nye Teater. Åren 1940–1943 var hon vid Trøndelag Teater, åter vid Det Nye Teater 1944–1945 och vid Det norske teatret från 1946. Vid den sistnämnda var hon engagerad samtidigt som maken, men de spelade endast undantagsvis i samma föreställningar. Vid sidan av teatern verkade Rom som filmskådespelare. Hon debuterade 1945 i Rikard Nordraak och medverkade i sammanlagt 27 film- och TV-produktioner 1945–1993.

## Filmografi (urval)
- 1945 – Rikard Nordraak
- 1951 – Kranes konditori
- 1955 – Trost i taklampa
- 1956 – Kvinnens plass
- 1957 – På slaget åtte
- 1958 – Ut av mørket
- 1993 – Secondløitnanten